# رضاقلی باستانی

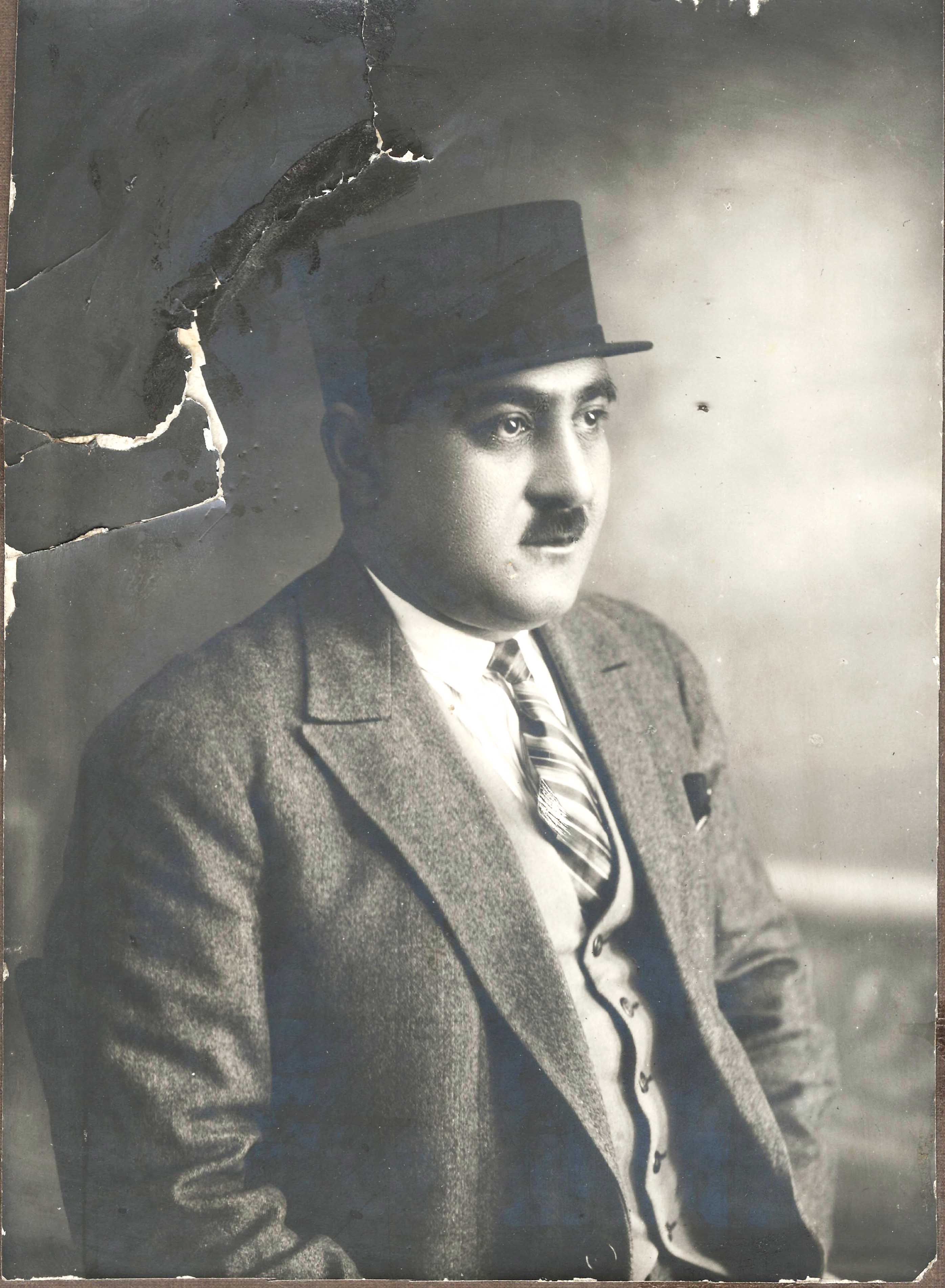
رضا قلی باستانی اقتدارالدوله

رضاقلی خان اقتدارالدوله (درگذشته اردیبهشت ۱۳۱۳) که نام خانوادگی باستانی برگزید، نماینده تبریز در مجلس شورای ملی بود.
رضاقلی خان با شاهزاده قمرتاج دختر امام‌قلی میرزا از شاهزادگان قاجار ازدواج کرد و از او صاحب دو فرزند به نام‌های محمدقلی و اشرف‌الملوک شد.  او در انتخابات دوره هشتم مجلس شورای ملی که در تبریز از هشتم شهریور تا اول مهر ۱۳۰۹برگزار شد با کسب ۲۱۷۴۸ رأی از مجموع ۴۴۴۹۲ رأی به نمایندگی انتخاب شد.  در دوره نهم نیز کرسی خود را حفظ کرد و در همین دوره از اسفند ۱۳۱۲ بیمار شد و دیگر به مجلس نرفت تا اینکه درگذشت. حسین دادگر رئیس مجلس شورای ملی هنگام اعلام خبر درگذشت باستانی در مجلس، او را «رادمردی نجیب و عفیف» توصیف کرد. 